# 국방개혁 2020
국방개혁 2020(國防改革 2020, 영어: Military Reform Plan 2020)은 대한민국 국방부가 2005년 9월 13일 공식 발표한 미래 선진정예 국방을 위한 장기적 국방 개혁안이다.
한편 2010년 6월 27일, 이명박 대한민국 대통령과 오바마 미국 대통령은 전시작전권 전환 시기를 2015년 12월로 연기하기로 합의하였다. 대신 재연기는 없는 것으로 하였다. 또한 전시작전권 전환 시기 조정에 맞춰 필요한 실무 작업을 진행하도록 양국 국방장관에게 지시하기로 하였다.
- 전시작전권 전환 이후에도 전시 대한민국 해군과 공군의 전시 작전통제권은 계속 미군이 갖게 된다.

- 2012년 기준 우리 군 병력 65만 명 가운데 병이 차지하는 비율은 약 70%(45만 명)에 달한다. 장교 9.2% (6만 명), 부사관 15.4% (10만 명), 군무원 3% (2만 명)에 비해 많지만 처우는 열악하다.
- 2012년 대한민국 국방부의 인건비 예산 9조 2,677억원 가운데 병 인건비는 5,302억 원으로 전체의 5.7%에 불과하다. 반면 장교 인건비는 3조 5,388억 원 (38.2%), 부사관 3조 7,991억 원 (41%), 군무원 1조 원 (10.8%), 예비전력 2,800억원 (3%), 공무원 477억원 (0.5%) 순이다.[3]

## 내용
- 국방부의 국방운영체계 선진화, 군 구조.전력체계 및 3군 균형발전, 병영문화 발전 문민화 등을 목표로 프랑스식 국방개혁을 벤치마킹하여 '국방개혁 2020'이라는 국방개혁을 법제화시켜 국방부 본부의 문민기반 확대, 예비전력 규모 축소, 여군을 장교 총원의 7%, 부사관 총원의 5% 수준으로 확대 등의 내용을 담고 있다.
- 국방개혁과 관련한 중요 정책사항을 심의하고 자문하도록 하기 위해 국방개혁위원회를 설치하도록 하였다.[4][5]
- 학군사관 등 20개에 이르는 장교 양성 과정을 통폐합해 8개로 줄이는 방안을 국방개혁기본계획에 포함시켰다. 이 방안에 따르면 군의, 법무, 군종, 교수, 통역 등 특수 직역의 간부를 선발하는 11개 특수사관 선발 과정은 '전문사관'으로 통합된다.
- 대한민국 국방부는 또 학군사관, 학사사관, 여군사관, 단기간부사관의 4개 선발과정을 2개 "학군 및 학사사관"로 통폐합하는 방안을 추진키로 했다.

### 연도 별 상비병력 규모 및 군별 구성비율
- 현행 법령인 '국방개혁에 관한 법률 시행령'(시행 2011년 7월 1일)상으로도 여전히 50만 명 선임을 명시하고 있다.[6]
  - 국방부장관은 2020년까지 국군의 상비병력 규모를 50만명 수준으로 유지하기 위해 그 상비병력 규모를 연차적으로 감축하여 2010년까지 64만명 수준, 2015년까지 56만명 수준이 되도록 하여야 한다.
  - 2020년까지 유지하여야 하는 각 군별 구성비율은 다음과 같다.

1. 육군 : 74.2%
2. 해군 : 8.2%
3. 해병대 : 4.6%
4. 공군 : 13%

- 또한 여군의 구성비율은 2010년까지 장교 4.4%, 부사관 2.9%에서 2015년까지 장교 5.7%, 부사관 4.1%로 확대하여야 한다.
- 장교, 준사관, 부사관 등 간부의 규모는 2020년까지 기술집약형 군구조 개편과 연계하여 연차적으로 각 군별 상비병력의 40% 이상으로 편성하여야 한다.
- 예비군 전투력 향상에 필요한 무기·장비·전투예비물자를 2020년까지 확보하도록 필요한 조치를 강구하여야 한다.
- 해안 및 항만 등에 대한 경계임무의 전환완료 시기는 2012년을 목표로 하였으나, 추가병력 확보와 예산문제 등의 이유로 국무총리실 주관 관계부처 회의에서 2016년으로 연기되었다.

### 국방부 & 합동참모본부
- 현대전을 감안한 전력의 합동성 강화 및 3군 균형 발전 추진
- 합동참모본부 기능 대폭 강화
- 민간인 비율 확대 등의 문민화 강화 및 민간위탁경영 등의 아웃소싱 확대
- 3군 통합의 평화유지활동(PKO) 상비부대 편성
- 군인이 아닌 국방부 소속 공무원의 비율을 연차적으로 확대하며, 2009년까지 직급별로 각각 해당 국방부 소속기관의 정원을 제외한 국방부 정원의 70% 이상을 목표로 한다. 직제의 개편에 따라 정원이 증가하거나 감소하는 경우에도 또한 같다.

### 육군
- 군단과 사단 대폭 통폐합 및 기동력, 타격력, 생존력 강화, 17만 7천 명 감축
- 전방군단 감축 및 작전반경이 대폭 확대된 기동군단 창설
- 지상작전사령부(2019년 개편 완료).[1]1야전군 사령부와 3야전군 사령부를 통합과 제2작전사령부(2009년 개편 완료) 창설.
- 전문하사[7]의 비율 증가 및 징집병의 비율을 60%로 축소.
- 연대급 부대들을 여단으로 승격.

### 해군
- 한반도 전해역 감시 및 타격능력 확보.
- 잠수함전단과 6항공전단을 잠수함사령부와 항공사령부로 격상.
- 기동전단 편성.(2010년 창설 완료)

### 공군
- 북부전투사령부 창설. (2010년 12월 23일 창설 완료)
- 전투기 감축(Low급 500여대에서 High-Low Mix의 420여대로), 공중급유기 및 조기경보통제기 확보.

### 해병대
- 대대급에서 여단급으로의 상륙작전 능력확보.

### 예비군
- 평시 및 전시의 동원체제 개선.
- 300여 만명에서 150만 명으로 대규모 병력 감축 및 정예화. (2009년부터 보충역의 동원지정을 제외하였음)
- 예비군 기간 3년 단축 추진(8년에서 5년으로), 적절한 보수 지급 대책 강구
- 1~4년차 현역 출신인 '예비역' 중  대학이나 특수직장(교사 등)에 종사하지 않는 사람을 대상으로 1년에 1회 '동원훈련'을 기간을 종전 2박 3일에서 2016년 ~ 2019년에는 3박 4일, 2020년부터는 4박 5일로 확대.
- 예비군 전투력 향상에 필요한 무기·장비·전투예비물자를 2020년까지 확보하도록 필요한 조치를 강구하여야 한다.

## 향후 추진계획
- 2005년
  - 당정협의: 9월 초 ~ ?
  - 군내 공감대 형성, 국민여론수렴 및 공감대 확산:  9월 초~
    - 각 군 순회 설명 및 의견 수렴, 지휘관 회의 실시
    - 세미나 / 공청회, 군 원로, 언론인 초청 정책 설명

  - 입법예고 / 관련 부처 협의: 9∼10월
  - 국무회의 / 대통령 재가: 10월 말
  - 국회제출: 11월 초

## 개혁 수정안
- 2009년 4월 30일 국회 국방위원회에서 ‘국방개혁 2020 수정안’을 비공개로 보고했다. 물론 이 수정안은 단지 의원들의 발의일 뿐이었다.
- 국방개혁 수정안에 대해 정부에서는 "노무현 정부 당시 입안된 국방개혁안은 자주국방을 무리하게 강조하고 급하게 추진된 면이 있었다."면서 "복원된 한·미 동맹으로 한·미 연합전력을 최대한 활용하고 중복 투자를 줄이기로 했다"고 설명했다.[8]
- 물론 국방개혁 2020의 원초적 한계는 그 전에 남북통일과 주한미군 감축 등 안보상황의 대변환이 올 공산이 크다는 것이다.[9] 따라서 수정안은 불가피하다고 볼 수 있으나, 문제는 그 방향과, 막대한 예산을 지원할 의지가 있는가의 문제인 것이다.

1. 국방개혁 전체 예산을 621조에서 599조 원으로 22조 원이 삭감됨. 50만 명이 아닌 54만 명으로 군병력을 감축.
2. 통일을 대비하여 동원 사단 4개 사단 증설 (24 + 추가 4, 총 28개 사단).
3. 예비군 감축을 150만 명이 아닌 185만 명으로 감축 분 줄임.
4. 한·미 연합체제를 지속하기 위해, 2012년 폐지키로 했던 카투사(3,400여 명)를 유지 방침.
5. 영관급 이상 고급 장교의 증원을 제한하고, 부사관을 늘려 고가장비를 담당케 하여 인건비를 절약하며 인사적체를 예방함.[10]
6. 저고도 천마 대공미사일 개량사업 대폭 축소.
7. 신형 전차인 K2 흑표 양산규모를 2개 기동군단 800대 분에서 1개 기동군단 400대 분으로 축소.
8. 무인정찰기인 글로벌 호크 등 전략적인 정보수집 수단의 도입은 연기. 대신 한·미 연합 전력 최대한 활용.

## 같이 보기
- 국방개혁 307계획

## 참고

### 인용
1. 1 2  전수영 (2010년 6월 27일). “美 전작권 전환연기 동의 배경”. 연합뉴스. 2014년 10월 18일에 확인함.
2. ↑  이재원 (2010년 6월 27일). “전작권 전환 ‘2015년 12월’로 연기 합의”. KBS 뉴스. 2014년 10월 18일에 확인함.
3. ↑  조병욱 (2012년 2월 22일). “상병 봉급 9만원" 같은 징병제 대만의 불과…”. 세계일보. 2014년 8월 15일에 원본 문서에서 보존된 문서. 2014년 10월 18일에 확인함.
4. ↑  김범현 (2005년 11월 29일). “각의, 국방개혁법안 심의”. 연합뉴스. 2014년 10월 26일에 원본 문서에서 보존된 문서. 2014년 10월 18일에 확인함.
5. ↑  조승진 (2005년 4월 29일). “병력감축· 합참강화 佛式 국방개혁 법제화”. 서울일보.
6. ↑  “국방개혁에 관한 법률 시행령”. 국가법령정보센터. 2008년 2월 29일. 2014년 10월 26일에 원본 문서에서 보존된 문서. 2014년 10월 18일에 확인함.
7. ↑  병으로서 의무복무 기간 동안 복무하다 이후 6개월~1년 6개월까지 하사로 임관하여 근무한다.
8. ↑  김민석; 강찬호 (2009년 5월 6일). “MB, 돈 먹는 국방개혁 2020 경영논리로 고친다”. 중앙일보. 2014년 10월 18일에 확인함. [깨진 링크(과거 내용 찾기)]
9. ↑  진성철 (2010년 2월 9일). “김국방 "주한미군 차출 가능성 논의중"(종합)”. 연합뉴스. 2014-1018에 확인함. 국방개혁에서 제일 어려운 것은 현존하는 북한 위협에 대비하는 한편으로 미래에 대비하는 것"이라며 "안보환경의 변화와 국가재정 여건을 종합적으로 고려해 국방개혁을 추진할 것이라고 밝혔다
10. ↑  그러나 2009년 현재에도 중사는 30%, 상사는 40%가 정원이 초과되었다.[출처 필요]

### 자료
- 백재옥 (2006년 12월 4일). “국방개혁 2020과 2007년 국방예산안” (PDF). 한국구방연구원. 2014-1018에 확인함. [깨진 링크(과거 내용 찾기)]
- “국방개혁2020”. 국가기록원. 2007년 12월 1일. 2014년 10월 18일에 확인함.
- 박민혁 (2010년 8월 1일). “정밀해부-전작권 전환 연기와 군사비 논쟁의 방정식”. 신동아. 2014년 10월 18일에 확인함.
- 황일도 (2010년 9월 8일). “병 복무기간 단축 여파… 장교-부사관 지원율 급감”. 동아일보. 2014년 10월 18일에 확인함.